# 사이클린

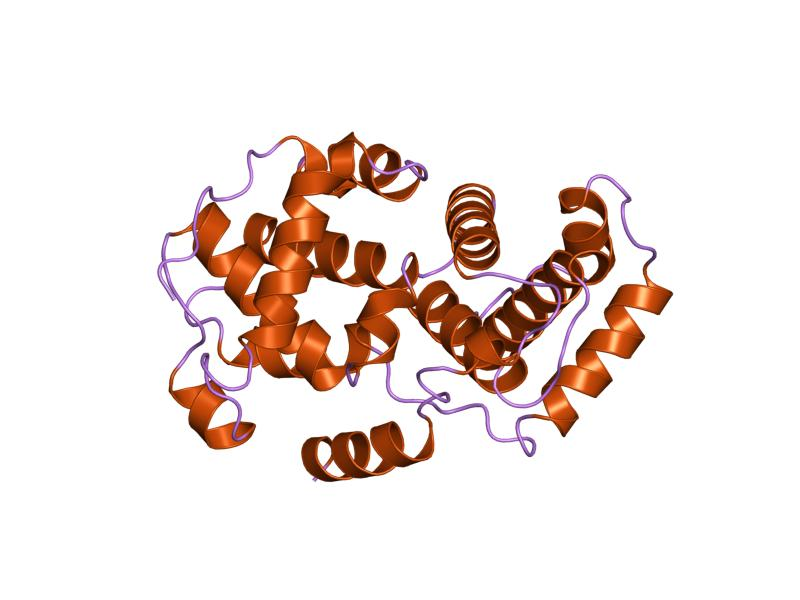

## 발견
사이클린 단백질은 R. Timothy Hunt가 1982년 성게의 세포주기에 대해 연구하는 도중 발견하였다.

## 기능
사이클린 단백질의 이름은 그들의 농도가 세포주기에서 주기적으로 변한다는 것에서 비롯되었다. 이러한 그들의 주기적인 농도 변화는 유비퀴틴과 프로테아좀의 분해작용과 밀접한 관련을 맺고 있다. 이들은 Cdk-단백질, 즉 사이클린 의존적 인산화 효소의 활성을 조절하는데, 그것은 Cdk-단백질과 사이클린이 결합하여 복합체를 형성해야만 Cdk-단백질이 활성을 띠기 때문이다. (물론 복합체를 형성하더라도 바로 활성을 띠지 않고 추가적으로 붙어있는 인산기를 제거하는 탈인산화 작용이 있어야 활성을 띠기는 한다.) 결국 사이클린 농도의 주기적인 변화 때문에 Cdk-단백질들의 활성도 주기적으로 변화하게 된다.
이러한 Cdk-단백질들의 활성의 변화는 세포주기 조절 시스템에서 중요한 역할을 한다. Cdk-단백질들은 특정한 세포주기 시점에서 다음단계로 넘어가도록 유도하는 역할을 한다.

## 종류
사이클린에는 네 가지 종류가 있는데, G1/S 사이클린, S 사이클린, M 사이클린, 그리고 G1사이클린 이 그것이다. 이들은 각기 서로 다른 세포주기의 시점에서 농도가 증가하여 세포주기를 조절한다.
G1/S 사이클린은 S기의 진입에 관련하는 Cdk – G1/S 복합체를 형성한다. G1/S 사이클린은 G1기에서 농도가 증가하여 S기에서 급격히 감소한다. 특정한 Cdk와 함께 형성하는 Cdk - G1/S 복합체는 DNA 복제의 시작을 유도함으로써 S기의 진입에 관여한다.
S 사이클린은 DNA의 복제를 진행시키는데 관여하는 사이클린이다. 이 사이클린들과 Cdk 단백질이 함께 형성하는 Cdk – S 복합체는 DNA 복제를 진행시키며, DNA 가 두 번 이상 복제되는 것을 막아 오직 한번만 복제되도록 한다.
M 사이클린은 M기의 진입에 관여하는 사이클린이다.
G1 사이클린은 세포주기에서 M기가 끝난 후에 이 세포를 G0기(휴면기) 아니면 다시 G1기로 진행시켜 세포분열을 진행할지를 결정하는데 관여하는 사이클린이다.

## 구조
사이클린들의 구조와 아미노산 서열은 서로 매우 다르다. 그러나 이들은 모두 사이클린 박스를 만드는 비슷한 100개의 아미노산서열을 지니고 있다. 또한, 이들은 대체적으로 5개의 알파-나선으로 이루어진 비슷한 모습을 하고 있다.

## 사이클린 분류 표
| 사이클린       | 주요결합 CDK | 주요 조절시기 |
| A              | CDK2         | S             |
| B              | cdc2 (CDK1)  | G2/M          |
| C              | CDK8         |               |
| D              | CDK4         | G1            |
| F              |              |               |
| G              |              |               |
| H              | CDK7         | CDK의 활성화  |
| CLN (출아효모) | CDC28        | G1/S          |

## 참고 문헌
1. Morgan, DO (2007) 'The Cell Cycle: Principles of Control, Oxford University Press
2. http://nobelprize.org/nobel_prizes/medicine/laureates/2001/hunt-autobio.html
3. http://www.bbc.co.uk/programmes/b0184rfy#synopsis BBC Radio 4. BBC. Retrieved 13 December 2011.
4. Clute and Pines, (1999) Nature Cell Biology, 1, p82-87
5. van der Voet, Monique; Lorson, Monique; Srinivasan, Dayalan G.; Bennett, Karen L.; van den Heuvel, Sander (2009). "C. elegans mitotic cyclins have distinct as well as overlapping functions in chromosome segregation". Cell Cycle 8 (24): 4091–4102.https://www.landesbioscience.com/journals/cc/article/10171/
6. Gerald Karp, (2007). Cell and Molecular Biology: Concepts and Experiments. New York: Wiley. pp. 148, 165–170, and 624–664.
7. http://www.nobelprize.org/nobel_prizes/medicine/laureates/2001/index.htmlThe Nobel Foundation. Retrieved 2009-03-15.
8. Davies TG, Tunnah P, Meijer L, et al. (May 2001). "Inhibitor binding to active and inactive CDK2: the crystal structure of CDK2-cyclin A/indirubin-5-sulphonate". Structure 9 (5): 389–97.http://www.cell.com/structure/abstract/S0969-2126(01)00598-6
9. Fung TK, Poon RY (2005). "A roller coaster ride with the mitotic cyclins". Semin. Cell Dev. Biol. 16 (3): 335–42http://www.sciencedirect.com/science/article/pii/S1084952105000376
10. Galderisi U, Jori FP, Giordano A (August 2003). "Cell cycle regulation and neural differentiation". Oncogene 22 (33): 5208–19.http://www.nature.com/onc/journal/v22/n33/full/1206558a.html
11. 네이버 생명과학 대사전 “사이클린” https://terms.naver.com/entry.nhn?docId=428255&cid=359&categoryId=359